# SNT모티브
SNT모티브는 SNT그룹의 계열사이다. 1973년 국방부 산하 조병창이 모태이며, 자동차의 핵심부품과 방위산업제품 등을 개발 및 생산하고 있다.
SNT모티브의 전신은 1981년 12월에 설립된 대우정밀공업이다. 1999년 6월 대우통신이 대우정밀공업을 합병하였다가 2002년 2월 대우정밀로 분사하여 설립하였다. 그 후 2006년 9월 S&T대우, 2012년 3월 S&T모티브를 거쳐 2021년 3월 지금의 상호로 사명을 변경했다.

## 제품
밑에 있는 제품들은 SNT모티브가 직접 생산하였다.
- USAS-12 12게이지
- K1A 기관단총 5.56mm
- K2 소총 5.56mm
- K3 기관총 5.56mm
- K4 고속유탄기관총 40mm
- K5 권총 9mm
- K6 중기관총 12.7mm
- K7 소음기관단총 9mm / Silenced SMG
- XK8 소총 5.55mm
- K11 복합형소총 20mm / 5.56mm
- K12 기관총 7.62mm
- K14 저격총 7.62mm
- K15 경기관총 5.56mm

## 같이 보기
- SNT다이내믹스